# Rolling Sky
Rolling Sky ist eine App des chinesischen Entwicklers Cheetah Mobile Inc., von dem auch die Spiele Don’t Tap the White Tile und der Nachfolger Piano Tiles 2 sowie die Apps Clean Master und Battery Master stammen. Mit fast 50 Mio. Downloads gehört sie zu den erfolgreichsten Spiele-Apps.

## Spielprinzip
Der Avatar in Form einer Kugel (oder freischaltbaren Skins) muss durch Levels gelenkt werden. Diese Levels sind Bahnen mit einer Breite von maximal 5 Kacheln (eine Kachel entspricht ungefähr der Länge und Breite des Skins) und einer beliebigen Länge, typischerweise so lang, bis die Musik des Levels zu Ende ist. Immer wieder muss man den richtigen Weg wählen, um über spezielle Felder („Jumppads“) Sprünge auszulösen und Gräben zu überwinden, oder Felder vermeiden, in den verschiedene Gefahren entstehen.
Das Lenken des Skins geschieht auf Android und iOS durch das Streichen des Touchscreens, auf Windows durch das Halten und Bewegen der linken Maustaste und auf der Switch durch entweder den Touchscreen, Joycon oder das Neigen der Switch. Dargestellt wird das Spiel aus der Aufsicht hinter der Kugel.

## Rezeption
- Edamame reviews vergab jeweils fünf von fünf Sternen für Schwierigkeit, Grafik und Preis und drei von fünf Sternen für den Suchtfaktor.[1]
- Laut Appannie gehörte das Spiel im November 2016 zu Top Ten-Spielen bei iOS.[2]